# Сауделор (тайфун)
Тайфун Сауделор (англ. Typhoon Soudelor), відомий на Філіппінах як тайфун Ханна (англ. Typhoon Hanna) — найпотужніший тропічний циклон 2015 року в північній півкулі. Тайфун спричинив значні руйнування на території Північних Маріанських островів, Тайваню та в східній частині КНР, а також зачепив Японію, Південну Корею й Філіппіни.

## Метеорологічна історія

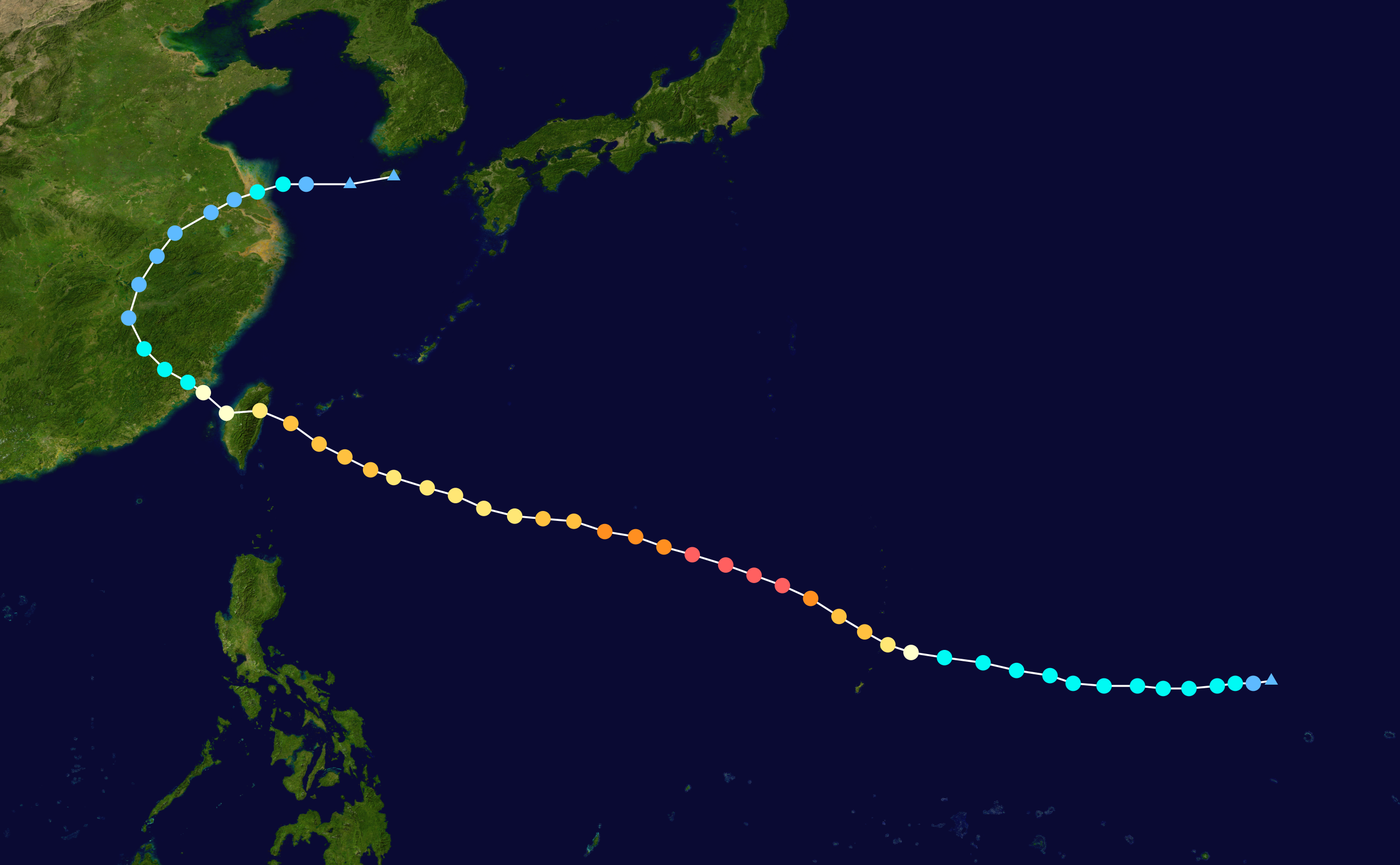
Карта шляху та інтенсивності тайфуну за Шкалою ураганів Саффіра-Сімпсона.

Об'єднаний центр попередження про тайфуни почав моніторинг тропічної депресії приблизно за 415 км на північ від атола Кваджалейн Маршаллових Островів 28 липня 2015 року.
3 серпня 2015 року Об'єднаний центр попередження про тайфуни класифікував тайфун Сауделор за п'ятою категорією (супертайфун). Протягом наступних 24 годин Сауделор не зменшував свою інтенсивність і залишався в п'ятій категорії. Наприкінці 4 серпня інтенсивність зменшилася до четвертої категорії. 5 серпня 2015 року Філіппінське управління атмосферних, геофізичних і астрономічних служб повідомило, що тайфун Сауделор увійшов до зони відповідальності Філіппін, де йому дали назву «Ганна». Протягом кількох наступних днів інтенсивність тайфуну зменшилася до другої категорії.
7 серпня 2015 року інтенсивність тайфуну збільшилася до третьої категорії. Пізніше того ж дня о 20:40 UTC Сауделор дістався до берегів Тайваню, а 8 серпня 2015 року о 3:00 UTC вже був у Тайванській протоці. О 14:10 UTC тайфун перейшов на материкову частину Китаю у провінцію Фуцзянь, де був категоризований як тайфун першої категорії.

## Наслідки

### Північні Маріанські острови
За попередніми підрахунками 158 осель було зруйновано, ще 296 отримали значні і 354 оселі отримали незначні пошкодження. Загальні збитки на острові Сайпан оцінюються у 20 млн доларів США.

### Тайвань

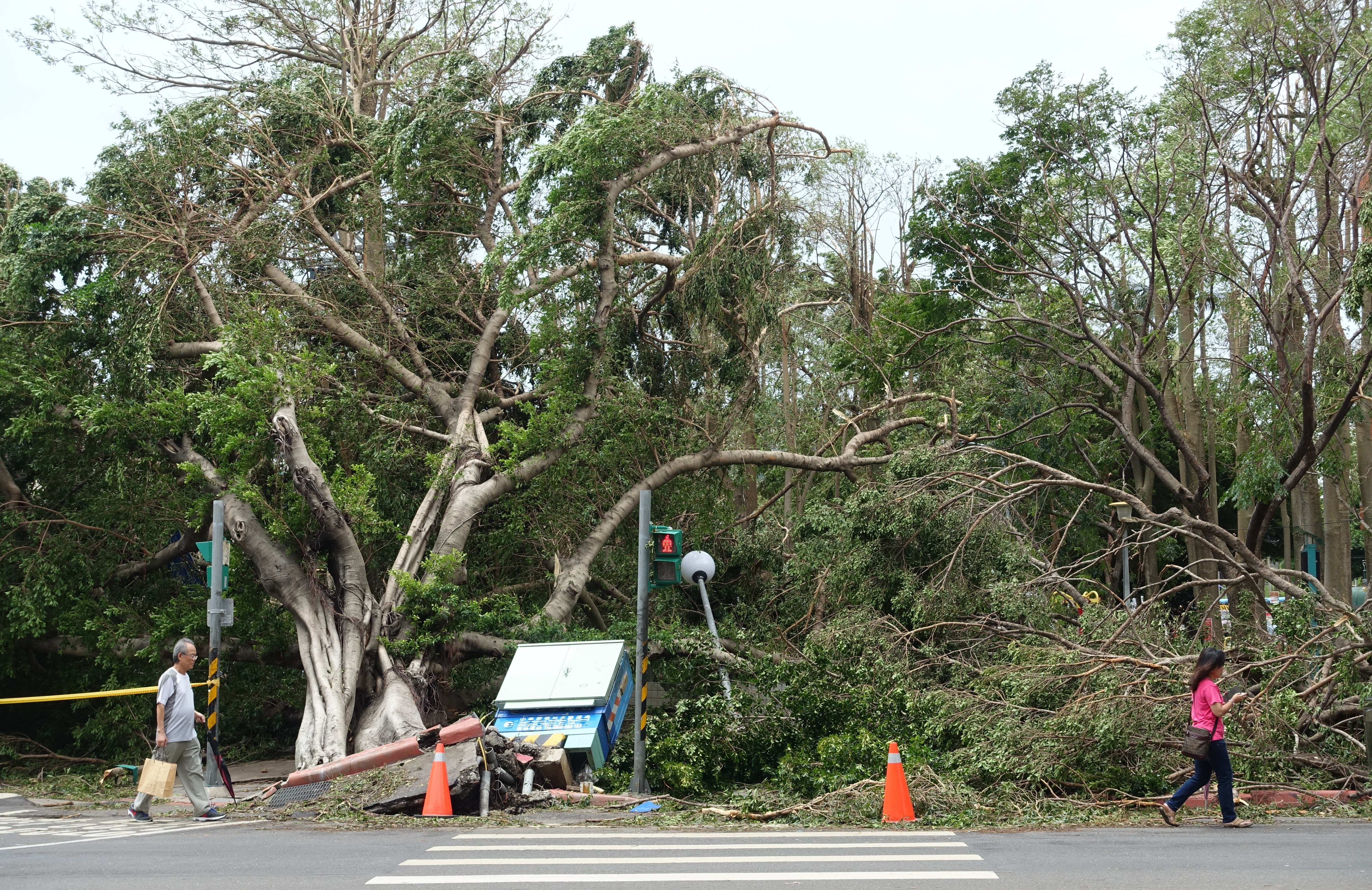
Пошкоджені дерева в Тайбеї

8 серпня було скасовано 279 внутрішніх і щонайменше 37 міжнародних авіарейсів. 
У розпал шторму 4,85 млн домівок залишилися без електрики.
Станом на 10 серпня 2015 року офіційна влада підтвердила загибель 8 чоловік, 4 вважалися зниклими, 420 отримали поранення. 13 серпня 2015 року під час розчищення наслідків тайфуну загинув військовий. Загальні збитки попередньо оцінюються у 94,8 млн доларів США.

### Китай
Тайфун Сауделор спричинив загибель 26 осіб у східній частині Китаю і ще семеро вважаються зниклими безвісти, після того як частина країни постраждала від найсильніших дощів за останнє століття. За попередніми оцінками, загальний економічний збиток оцінюється сумою понад 14,3 млрд юанів (~2,23 доларів США).

### Японія
Втрати сільського господарства, лісового господарства, рибальства в повіті Яеяма досягли 2,9 млн доларів США.
6748 гектарів посівів були пошкоджені. На острові Міяко сільськогосподарські культури зазнали значні пошкодження від солі. За попередніми оцінками збитки досягають 755 тис доларів США.